# 久冨敏明
久冨 敏明 (ヒサトミ トシアキ）は日本の建築家、久冨敏明建築設計事務所 代表。摂南大学理工学部住環境デザイン学科 教授。専門は建築意匠 建築計画。所属団体は日本建築学会。
一級建築士、兵庫県震災建築物応急危険度判定士。
代表作に、六甲フラッツ（1996年）、T-HOUSE（2000年）、神戸市総合インフォメーションセンター（2011年）

など。
東日本大震災以降、避難所で使用する収納家具としての箱「FASTBOX」をデザインした

。
1987年 日本大学理工学部 建築学科 卒業（近江研究室 黒沢隆ゼミ）。
1989年 早稲田大学大学院理工学研究科 建設工学専攻（建築分野）修士課程 修了、工学修士（穂積研究室）。
1989年 ～ 1991年 Architektureburo Bolles-Wilson。
1991年 ～ 1992年 高松伸建築設計事務所 勤務。
1992年 久冨敏明建築設計事務所 設立。
2007年 ～ 2018年 神戸芸術工科大学 デザイン教育研究センター 准教授

。2018年 ～ 摂南大学理工学部住環境デザイン学科 教授
受賞歴は、
1994年 石川県建築士会設計競技 優秀賞。
1995年 日本建築士会連合会・建築士会連合設計競技 銅賞。
2007年 神戸ビエンナーレ2007「アートインコンテナ」国際展／入賞。
2009年 神戸ビエンナーレ2009「アートインコンテナ」国際展／入賞。
2013年 SD Review 2013
など。